# アーケシュフース県

アーケシュフース県
Akershus fylke

測地系: 北緯60度0分0秒 東経11度0分0秒 / 北緯60.00000度 東経11.00000度座標: 北緯60度0分0秒 東経11度0分0秒 / 北緯60.00000度 東経11.00000度

アーケシュフース県（アーケシュフースけん、ノルウェー語: Akershus [ˈɑːkəʂˈhʉːs] ( 音声ファイル)）は、ノルウェー南東部の県。インランデ県、ブスケルー県、オスロ、エストフォル県に接する。スウェーデンとの短い国境もあるほか、海上ではヴェストフォル県とも接している。県名はアーケシュフース城にちなむ。行政の中心地はオスロだが、オスロはアーケシュフース県には含まれない。総面積は5,610平方キロメートル、人口は713,076人（2023年）。県の中では最も人口が多い。自治体別の公用語はブークモールが優勢だが、県の公用語はニュートラルである。

## 地理
この県は伝統的に南のFolloと北のRomerikeの2つの地域に分かれる。この2つの地域が大部分を占めるが、オスロの西にある飛び地アスケーとバールムも含まれる。
県内にはミューサ湖などの湖やグロンマ川などの川がある。オスロの郊外を取り囲んでいるため、ノルウェーでももっとも人口密度の高い地域となっている（特にバールム）。オスロへ向かう鉄道が県内をいくつも通っているため、多くの乗り換え駅がある。
オスロの48km北には、ノルウェー議会が初めて憲法を制定したアイツヴォルがある。アイツヴォルの南、ガルデルモーエンにはオスロ空港がある。アスケーにはノルウェー皇太子の御所がある。

## 歴史
アーケシュフースは16世紀に封土となり、現在のヘードマルク県 、オップラン県、ブスケルー県、オスロを含み、またエストフォル県の一部の町を含んでいた。1682年にアーケシュフースはアムト（県）となり、1685年にブスケルーが分離した。1768年にヘードマルクとオップランが分離し、1842年にクリスチャニア（オスロ）が分離した。1919年1月1日にアムトはフィルケに名称を変更した。1948年、県で最大の都市アーケルがオスロと合併した。
2020年1月1日、ブスケルー県、エストフォル県およびオップラン県ルンネルとイェヴナーケル、ヴェストフォル県Svelvik（現在のドランメン市）と合併し、ヴィーケン県が発足したことで廃止された。しかしヴィーケン県廃止推進派が議会選挙で勝利したことで、2022年2月23日にヴィーケン県議会はヴィーケン県の解散を決定した。2024年1月1日にヴィーケン県が廃止され、アーケシュフース県が再度発足した。新たなアーケシュフース県は廃止時点で属していた自治体と、2020年以前はオップラント県に属していたルンネルとイェヴナーケルを加えた21自治体で構成される。

## 基礎自治体

アーケシュフース県の基礎自治体

2024年1月1日以降、21の基礎自治体（Kommune）が所属している。このうち14市がブークモールを公用語と定めている。ニーノシュクを公用語とする自治体はない。
| 自治体 コード | 紋章 | 自治体名                   | ノルウェー語名 | 人口 (2023年) | 面積 (km2) | 採用言語     |
| ------------- | ---- | -------------------------- | -------------- | ------------- | ---------- | ------------ |
| 3201          |      | バールム                   | Bærum          | 129,874       | 192.28     | ブークモール |
| 3203          |      | アスケー                   | Asker          | 97,784        | 376.61     | ニュートラル |
| 3205          |      | リールストロム             | Lillestrøm     | 91,515        | 456.60     | ニュートラル |
| 3207          |      | ノルドレ・フォロ           | Nordre Follo   | 62,245        | 202.99     | ニュートラル |
| 3209          |      | ユレンサッカル             | Ullensaker     | 42,866        | 252.44     | ブークモール |
| 3212          |      | ネスオッデン               | Nesodden       | 20,322        | 61.46      | ブークモール |
| 3214          |      | フロン                     | Frogn          | 16,106        | 85.70      | ブークモール |
| 3216          |      | ヴェストビー               | Vestby         | 19,089        | 133.97     | ブークモール |
| 3218          |      | オース                     | Ås             | 21,350        | 102.68     | ニュートラル |
| 3220          |      | エーネバック               | Enebakk        | 11,392        | 232.58     | ブークモール |
| 3222          |      | ローレンスコーグ           | Lørenskog      | 46,797        | 70.54      | ニュートラル |
| 3224          |      | ラーリンゲン               | Rælingen       | 19,618        | 71.68      | ニュートラル |
| 3226          |      | アウシュコーグ・ホーランド | Aurskog-Høland | 17,945        | 1,144.80   | ニュートラル |
| 3228          |      | ネス                       | Nes            | 24,283        | 640.76     | ブークモール |
| 3230          |      | イエルドルム               | Gjerdrum       | 7,285         | 83.19      | ブークモール |
| 3232          |      | ニッテダール               | Nittedal       | 25,440        | 186.22     | ブークモール |
| 3234          |      | ルンネル                   | Lunner         | 9,307         | 291.84     | ブークモール |
| 3236          |      | イェヴナーケル             | Jevnaker       | 6,990         | 225.71     | ブークモール |
| 3238          |      | ナンネスタ                 | Nannestad      | 15,530        | 340.98     | ブークモール |
| 3240          |      | エイズヴォル               | Eidsvoll       | 27,338        | 456.49     | ブークモール |
| 3242          |      | フルダル                   | Hurdal         | 2,944         | 284.95     | ブークモール |